# Верхнесадовский муниципальный округ
Верхнесадовский муниципальный округ — муниципальное образование, наделённое статусом внутригородского муниципального образования в Нахимовском районе в составе города федерального значения Севастополя.
Административный центр расположен в населённом пункте селе Верхнесадовое, место нахождения муниципального Совета — улица Севастопольская, дом № 82, в состав совета входит 10 человек.
Образован в соответствии с законом города Севастополя от 3 июня 2014 года № 17 − ЗС «Об установлении границ и статусе муниципальных образований в городе Севастополе».. 

## География
Занимает северо-восточную сельскую часть Нахимовского района и всего города федерального значения Севастополя. Граничит на северо-западе с Качинским, на западе — с Нахимовским муниципальными округами Нахимовского района Севастополя, на юге — с прилегающими к городу Инкерман землями Балаклавского муниципального округа Балаклавского района Севастополя. На востоке проходит граница с Красномакским, Куйбышевским, Железнодорожненским, Долинненским, Тенистовским сельскими поселениями Бахчисарайского района Республики Крым.

## Состав
На территории Верхнесадовского муниципального округа находятся населённые пункты:
| № | Название населённого пункта | Прежнее название нп | Тип нп | Население |
| - | --------------------------- | ------------------- | ------ | --------- |
| 1 | Верхнесадовое               | (Дуванкой)          | село   | ↗3200     |
| 2 | Дальнее                     | (Камышлы)           | село   | ↘498      |
| 3 | Камышлы                     |                     | село   | ↗60       |
| 4 | Пироговка                   | (Аджикой)           | село   | ↘324      |
| 5 | Поворотное                  |                     | село   | ↗249      |
| 6 | Фронтовое                   | (Отаркой)           | село   | ↗1006     |
| 7 | Фруктовое                   | (Бельбек)           | село   | ↗744      |

## Население
| 2001  | 2014  | 2015  | 2016  | 2017  | 2018  | 2019  |
| ----- | ----- | ----- | ----- | ----- | ----- | ----- |
| 5068  | ↗5212 | →5212 | ↗5324 | ↗5412 | ↗5486 | ↘5467 |
| 2020  | 2021  |       |       |       |       |       |
| ↘5423 | ↗6551 |       |       |       |       |       |

* в таблице данные по муниципальным образованиям Севастополя из источника Росстата на 1 января 2015 года включают (дублируют) данные итогов переписи населения в КФО по состоянию на 14 октября 2014 года
По итогам переписи населения в Крымском федеральном округе по состоянию на 14 октября 2014 года численность постоянного населения муниципального округа составила 5212 человек (100 % из которых — сельское).
Национальный состав населения (перепись 2014 года):
| национальность  | всего, чел. | % от указав- ших |
| --------------- | ----------- | ---------------- |
| указали         | 5144        | 100,00%          |
| русские         | 3687        | 71,68%           |
| украинцы        | 894         | 17,38%           |
| крымские татары | 354         | 6,88%            |
| татары          | 71          | 1,38%            |
| белорусы        | 49          | 0,95%            |
| поляки          | 15          | 0,29%            |
| армяне          | 12          | 0,23%            |
| другие          | 62          | 1,21%            |
| не указали      | 68          |                  |
| всего           | 5212        |                  |

По оценке на 1 января 2013 года население Верхнесадовского сельсовета составляло 5150 человек наличного населения.